# 7144 Dossobuono
7144 Dossobuono è un asteroide della fascia principale. Scoperto nel 1996, presenta un'orbita caratterizzata da un semiasse maggiore pari a 2,4150034 UA e da un'eccentricità di 0,1419624, inclinata di 6,26221° rispetto all'eclittica.
L'asteroide è dedicato alla località di Madonna del Dossobuono nel comune di Verona.